# Giulio Labruna
 Giulio Labruna  (n. 1947, Avellino, Campania, Italia) este un gravor și litograf italian.

## Viața și Opera
Giulio Labruna s-a născut în 1947 în orașul Avellino. 
A frecventat Institutul de Artă din Avellino. A urmat cursurile „Accademia di belle arti” din Napoli, unde, în 1969, a absolvit gradul în design de teatru; în anii șaptezeci ai secolului XX, s-a mutat la Verona, unde trăiește și lucrează ca gravor și litograf.
Acesta folosește ca tehnici principale: incizie și litografie.

### Premii
- Premiu City Hall Hong Kong, aprilie 1986.